# Newfane (wieś w Vermont)
Newfane – wieś (village) w Stanach Zjednoczonych, w stanie Vermont, w hrabstwie Windham, w gminie (town) Newfane.